# Kyckling Marengo

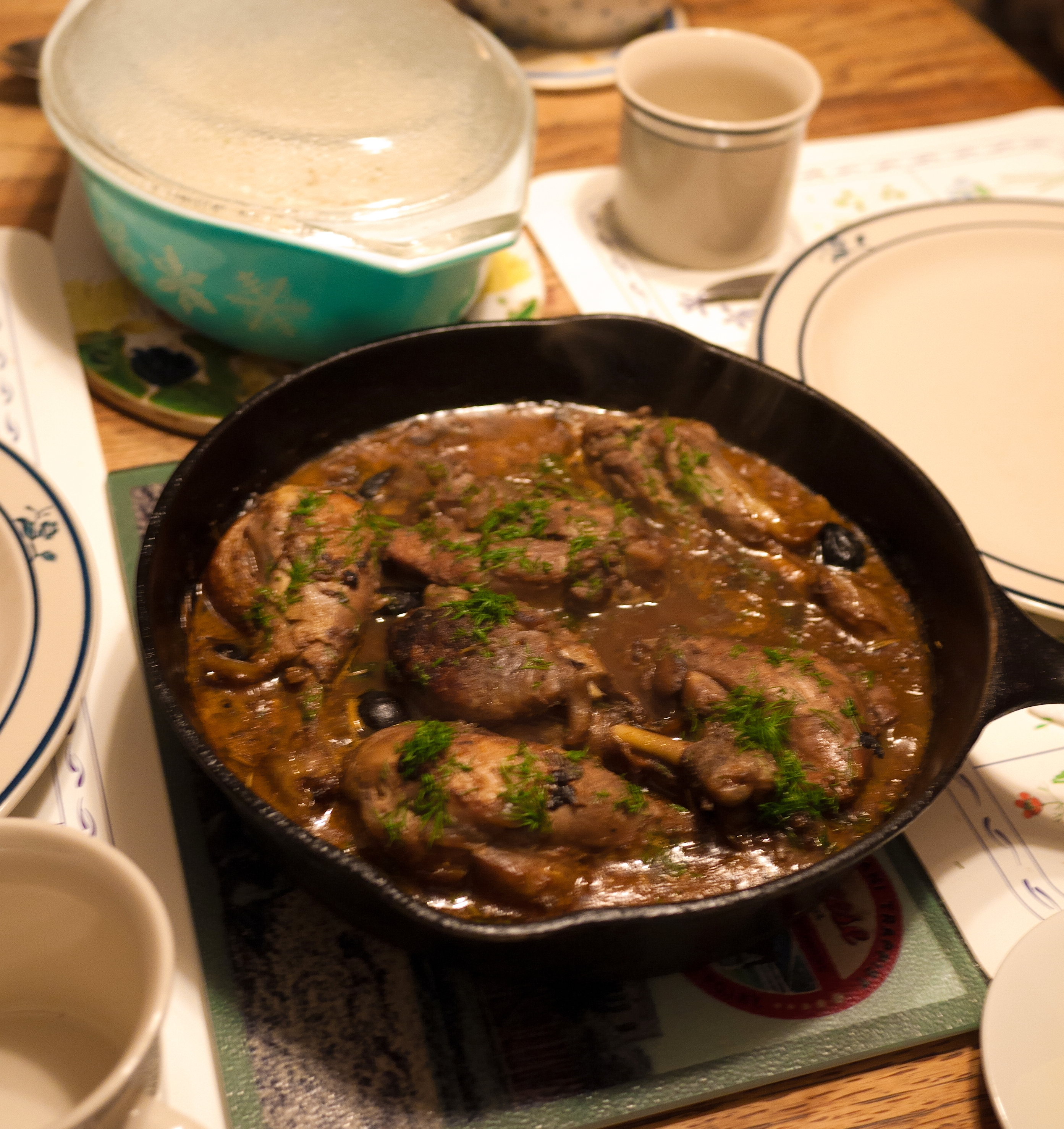
Tillagning av Kyckling Marengo.

Kyckling Marengo är en maträtt som kejsar Napoleon I ska ha blivit serverad av sin kock i den italienska staden Marengo i samband med slaget vid Marengo den 14 juni 1800. Rätten, som är en kycklingrätt, gjordes med de råvaror som fanns tillgängliga, och kallas efter detta Kyckling Marengo. Ingredienserna är förutom kyckling exempelvis kräftor, champinjoner, krossade tomater, vitt vin och vitlök.

## Bakgrund
Napoleon lär ha serverats denna kycklinggryta redan till frukost, varefter han ägnade resten av dagen åt krigandet utan avbrott för lunch. Grytan tillagades av de ingredienser som fanns tillgängliga, vilket för Napoleons kock inkluderade både kräftor och stekt ägg. Däremot ingick inte tomater, vilka infördes i europeisk matlagningskonst först 100 år senare.